# 1952 في لبنان
فيما يلي قوائم الأحداث التي وقعت خلال عام 1952 في لبنان.

## سياسة

### تعيين في المنصب
- 23 سبتمبر – كميل شمعون رئيس الجمهورية اللبنانية.

### انتهاء فترة المنصب
- 18 سبتمبر – بشارة الخوري رئيس الجمهورية اللبنانية.

## مواليد

### يناير
- 1 يناير – راغب حرب سياسي لبناني.
- 1 يناير – عباس الموسوي
- 1 يناير – فؤاد مخزومي رجل أعمال لبناني.
- 1 يناير – منى حاطوم فنانة فلسطينية.
- 1 يناير – هدى بركات روائية لبنانية.
- 1 يناير – محمد طعان روائي وجرّاح لبناني.

### فبراير
- 5 فبراير – محمد عبد الحميد بيضون سياسي لبناني.

### يونيو
- 20 يونيو – وفاء سليمان
- 23 يونيو – بهية الحريري سياسية لبنانية.

### يوليو
- 20 يوليو – بيرسي كمب كاتب بريطاني.
- 21 يوليو – محمد رضا ناقد سينمائي.

### أكتوبر
- 25 أكتوبر – سمير جعجع سياسي لبناني.

### نوفمبر
- 2 نوفمبر – مي غصوب فنانة تشكيلية لبنانية.

## وفيات

### يناير
- 1 يناير – لبيبة هاشم (مواليد 1882)